# Pöttinger
Pöttinger je od roku 1871 v průmyslu zemědělské techniky rodinná společnost sídlící v Grieskirchenu v horním Rakousku. Společnost v roce 2010/2011 zaměstnávala 1270 pracovníků a měla celkový roční obrat 236 milionů eur.

## Kontroverze

### Operace v Rusku
Pöttinger čelil kritice za pokračování svých obchodních aktivit v Rusku navzdory probíhajícím geopolitickým napětím po invazi této země na Ukrajinu. Podle databáze Leave Russia Pöttinger nadále působí na ruském trhu, což vyvolává kritiku ze strany organizací prosazujících odpovědnost podniků a etické obchodní praktiky.

## Výrobní závody v Rakousku
- Grieskirchen, Horní Rakousko

## Výrobní závody v zahraničí
- Německo:
  - Landsberg am Lech – ocel a zpracování kovů

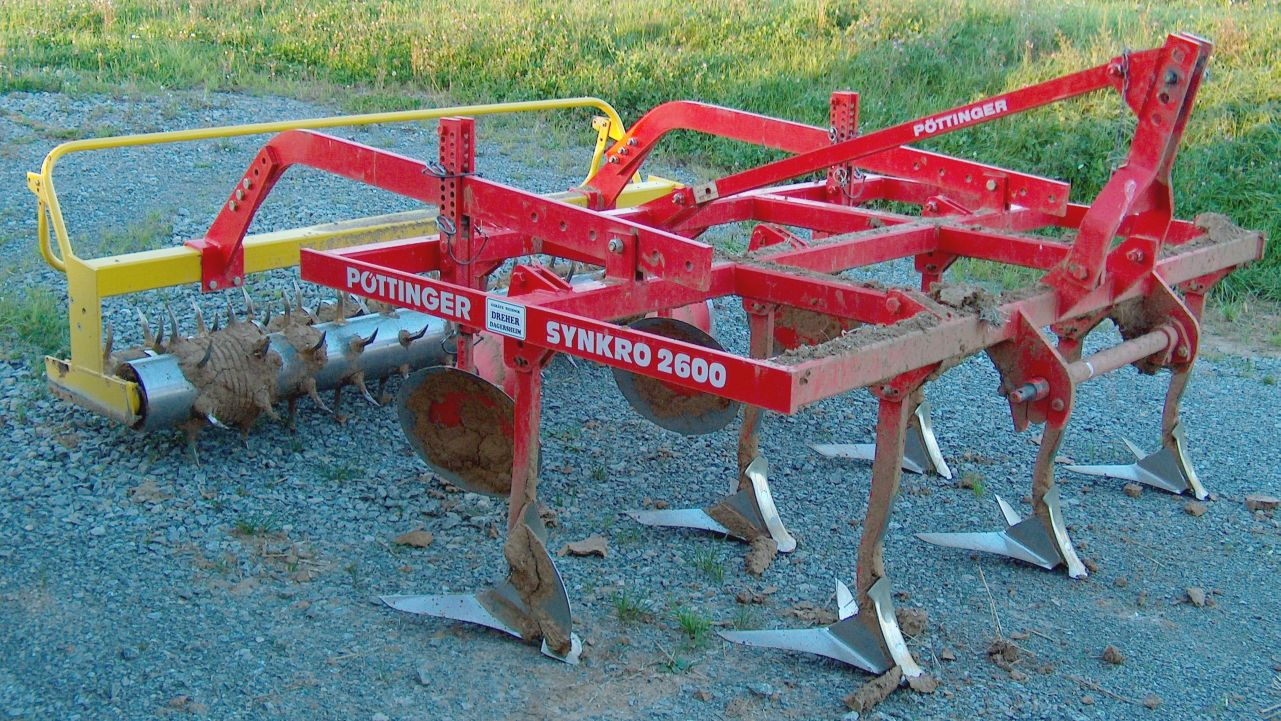
Pöttinger kultivátor

  - Bernburg – secí stroje
- Česká republika
  - Vodňany

## Produkty

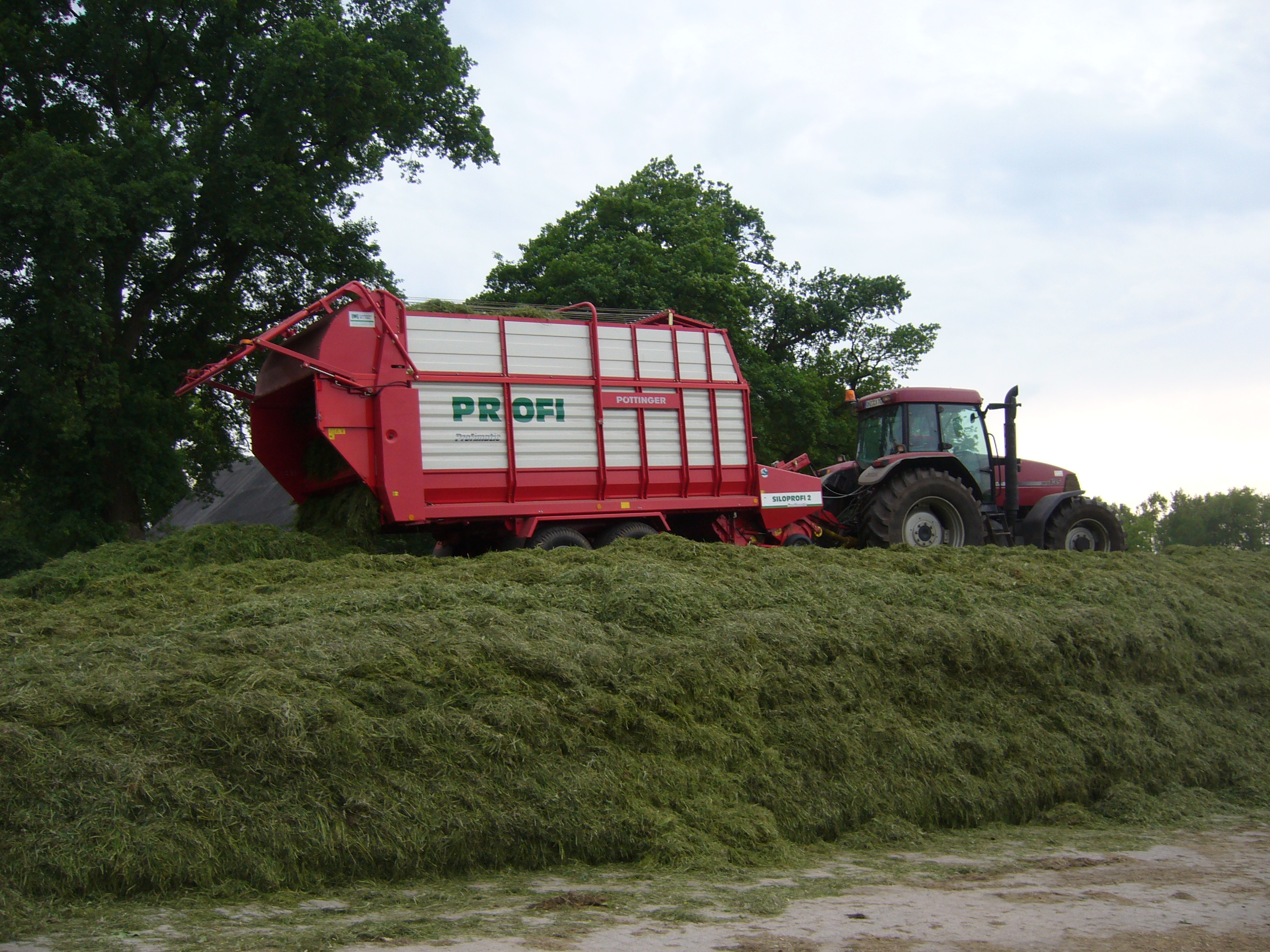
Pöttinger Samonakládací vůz

### Diskové žací stroje
- NOVACAT
- NOVADISC
- NOVACAT T
- NOVA Alpin

### Bubnové žací stroje
- EUROCAT

### Obraceče píce
- HIT
- ALPINHIT

### Shrabovače píce
- EUROTOP
- TOP
- ALPINTOP

### Samonakládací vozy
- BOSS junior
- BOSS L
- EUROBOSS
- PRIMO

### Senážní přívěsy
- FARO
- EUROPROFI
- TORRO
- JUMBO
- JUMBO Combiline

### Lisy na kulaté balíky
- ROLLPROFI

### Silážní řezačky
- MEX 5
- MEX 6

### Pluhy
- SERVO 25
- SERVO 35
- SERVO 35 S
- SERVO 45
- SERVO 45 S
- SERVO 6.50

### Kultivátory
- SYNKRO
- SYNKRO S
- SYNKRO T

### Diskové brány
- TERRADISC
- TERRADISC T

### Rotační brány
- LION Range 100
- LION Range 1000

### Secí stroje
- VITASEM
- VITASEM A
- AEROSEM
- AEROSEM F
- TERRASEM R
- TERRASEM C